# Venezolaans voetbalelftal (mannen)
Het Venezolaans voetbalelftal is een team van voetballers dat Venezuela vertegenwoordigt bij internationale wedstrijden.
Historisch en statistisch gezien is Venezuela het zwakste van de tien CONMEBOL-landenteams (misschien door de enorme populariteit van honkbal in het land). Het is ook het enige CONMEBOL-land dat zich nog nooit wist te plaatsen voor een WK-eindronde.
In 2007 was Venezuela voor de eerste keer gastland van de Copa América. Bij die gelegenheid wist de ploeg onder leiding van bondscoach Richard Páez voor de eerste keer ooit de eerste ronde te overleven. In 2011 werd zelfs de halve finale bereikt, waarin het pas na verlenging en strafschoppen door Paraguay werd afgehouden van een plaats in de finale. Mede door dit resultaat klom het elftal 29 plaatsen op de FIFA-ranglijst van juli 2011, de grootste stijging van een elftal ooit in deze ranglijst.
In december 2015 kwam een deel van de Venezolaanse voetbalselectie in opstand. Vijftien internationals, onder wie de toenmalig topschutter van NEC Nijmegen Christian Santos en Roberto Rosales (ex-FC Twente), drongen in een open brief aan op een schoonmaak bij de nationale bond. Ze eisten onder meer het vertrek van bondsvoorzitter Laureano González. Als de leiding niet zou verdwijnen, dan weigerden de internationals nog in actie te komen voor hun vaderland. De actie volgde op een teleurstellende start van de kwalificatiecampagne voor het WK voetbal 2018 in Rusland. Na vier wedstrijden was het land nog puntloos.

## Deelname aan internationale toernooien

### Wereldkampioenschap
Venezuela neemt sinds 1965 deel aan de kwalificatiewedstrijden voor het WK. Dat begon met op 16 mei 1975 een wedstrijd tegen Peru. Die wedstrijd werd verloren met 0–1. Ook de andere wedstrijden die werden gespeeld op dit kwalificatietoernooien werden verloren. Het zou tot 15 maart 1981 duren tot er voor het eerst een WK-kwalificatiewedstrijd gewonnen zou worden. Bolivia werd in Caracas verslagen met 1–0.
| Wereldkampioenschap voetbal overzicht | Wereldkampioenschap voetbal overzicht | Wereldkampioenschap voetbal overzicht | Wereldkampioenschap voetbal overzicht | Wereldkampioenschap voetbal overzicht | Wereldkampioenschap voetbal overzicht | Wereldkampioenschap voetbal overzicht | Wereldkampioenschap voetbal overzicht | Wereldkampioenschap voetbal overzicht |                     |
| Jaar                                  | Ronde                                 | Wed.                                  | W                                     | G                                     | V                                     | DV                                    | DT                                    |                                       |                     |
| ------------------------------------- | ------------------------------------- | ------------------------------------- | ------------------------------------- | ------------------------------------- | ------------------------------------- | ------------------------------------- | ------------------------------------- | ------------------------------------- | ------------------- |
| 1958                                  | Teruggetrokken                        | Teruggetrokken                        | Teruggetrokken                        | Teruggetrokken                        | Teruggetrokken                        | Teruggetrokken                        | Teruggetrokken                        |                                       |                     |
| 1962                                  | Geen deelname                         | Geen deelname                         | Geen deelname                         | Geen deelname                         | Geen deelname                         | Geen deelname                         | Geen deelname                         |                                       |                     |
| 1966                                  | Niet gekwalificeerd                   | Niet gekwalificeerd                   | Niet gekwalificeerd                   | Niet gekwalificeerd                   | Niet gekwalificeerd                   | Niet gekwalificeerd                   | Niet gekwalificeerd                   |                                       |                     |
| 1970                                  | Niet gekwalificeerd                   | Niet gekwalificeerd                   | Niet gekwalificeerd                   | Niet gekwalificeerd                   | Niet gekwalificeerd                   | Niet gekwalificeerd                   | Niet gekwalificeerd                   |                                       |                     |
| 1974                                  | Teruggetrokken                        | Teruggetrokken                        | Teruggetrokken                        | Teruggetrokken                        | Teruggetrokken                        | Teruggetrokken                        | Teruggetrokken                        |                                       |                     |
| 1978                                  | Niet gekwalificeerd                   | Niet gekwalificeerd                   | Niet gekwalificeerd                   | Niet gekwalificeerd                   | Niet gekwalificeerd                   | Niet gekwalificeerd                   | Niet gekwalificeerd                   |                                       |                     |
| 1982                                  | Niet gekwalificeerd                   | Niet gekwalificeerd                   | Niet gekwalificeerd                   | Niet gekwalificeerd                   | Niet gekwalificeerd                   | Niet gekwalificeerd                   | Niet gekwalificeerd                   |                                       |                     |
| 1986                                  | Niet gekwalificeerd                   | Niet gekwalificeerd                   | Niet gekwalificeerd                   | Niet gekwalificeerd                   | Niet gekwalificeerd                   | Niet gekwalificeerd                   | Niet gekwalificeerd                   |                                       |                     |
| 1990                                  | Niet gekwalificeerd                   | Niet gekwalificeerd                   | Niet gekwalificeerd                   | Niet gekwalificeerd                   | Niet gekwalificeerd                   | Niet gekwalificeerd                   | Niet gekwalificeerd                   |                                       |                     |
| 1994                                  | Niet gekwalificeerd                   | Niet gekwalificeerd                   | Niet gekwalificeerd                   | Niet gekwalificeerd                   | Niet gekwalificeerd                   | Niet gekwalificeerd                   | Niet gekwalificeerd                   |                                       |                     |
| 1998                                  | Niet gekwalificeerd                   | Niet gekwalificeerd                   | Niet gekwalificeerd                   | Niet gekwalificeerd                   | Niet gekwalificeerd                   | Niet gekwalificeerd                   | Niet gekwalificeerd                   |                                       |                     |
| 2002                                  | Niet gekwalificeerd                   | Niet gekwalificeerd                   | Niet gekwalificeerd                   | Niet gekwalificeerd                   | Niet gekwalificeerd                   | Niet gekwalificeerd                   | Niet gekwalificeerd                   |                                       |                     |
| 2006                                  | Niet gekwalificeerd                   | Niet gekwalificeerd                   | Niet gekwalificeerd                   | Niet gekwalificeerd                   | Niet gekwalificeerd                   | Niet gekwalificeerd                   | Niet gekwalificeerd                   |                                       |                     |
| 2010                                  | Niet gekwalificeerd                   | Niet gekwalificeerd                   | Niet gekwalificeerd                   | Niet gekwalificeerd                   | Niet gekwalificeerd                   | Niet gekwalificeerd                   | Niet gekwalificeerd                   |                                       |                     |
| 2014                                  | Niet gekwalificeerd                   | Niet gekwalificeerd                   | Niet gekwalificeerd                   | Niet gekwalificeerd                   | Niet gekwalificeerd                   | Niet gekwalificeerd                   | Niet gekwalificeerd                   |                                       |                     |
| 2018                                  | Niet gekwalificeerd                   | Niet gekwalificeerd                   | Niet gekwalificeerd                   | Niet gekwalificeerd                   | Niet gekwalificeerd                   | Niet gekwalificeerd                   | Niet gekwalificeerd                   |                                       |                     |
| 2022                                  | Niet gekwalificeerd                   | Niet gekwalificeerd                   | Niet gekwalificeerd                   | Niet gekwalificeerd                   | Niet gekwalificeerd                   | Niet gekwalificeerd                   | Niet gekwalificeerd                   | Niet gekwalificeerd                   | Niet gekwalificeerd |
| 2026                                  | Kwalificatie                          | Kwalificatie                          | Kwalificatie                          | Kwalificatie                          | Kwalificatie                          | Kwalificatie                          | Kwalificatie                          | Kwalificatie                          |                     |
| Totaal                                | 0/14                                  | 0                                     | 0                                     | 0                                     | 0                                     | 0                                     | 0                                     |                                       |                     |

### Copa América
In 1967 heette het toernooi eigenlijk nog het Zuid-Amerikaans kampioenschap.
| Zuid-Amerikaans kampioenschap overzicht | Zuid-Amerikaans kampioenschap overzicht | Zuid-Amerikaans kampioenschap overzicht | Zuid-Amerikaans kampioenschap overzicht | Zuid-Amerikaans kampioenschap overzicht | Zuid-Amerikaans kampioenschap overzicht | Zuid-Amerikaans kampioenschap overzicht | Zuid-Amerikaans kampioenschap overzicht | Zuid-Amerikaans kampioenschap overzicht |
| Jaar                                    | Ronde                                   | Wed.                                    | W                                       | G                                       | V                                       | DV                                      | DT                                      |                                         |
| --------------------------------------- | --------------------------------------- | --------------------------------------- | --------------------------------------- | --------------------------------------- | --------------------------------------- | --------------------------------------- | --------------------------------------- | --------------------------------------- |
| 1967                                    | Vijfde                                  | 5                                       | 1                                       | 0                                       | 4                                       | 7                                       | 16                                      |                                         |
| 1975                                    | Groepsfase                              | 4                                       | 0                                       | 0                                       | 1                                       | 1                                       | 26                                      |                                         |
| 1979                                    | Groepsfase                              | 4                                       | 0                                       | 2                                       | 2                                       | 1                                       | 12                                      |                                         |
| 1983                                    | Groepsfase                              | 4                                       | 0                                       | 1                                       | 3                                       | 1                                       | 10                                      |                                         |
| 1987                                    | Groepsfase                              | 2                                       | 0                                       | 0                                       | 2                                       | 1                                       | 8                                       |                                         |
| 1989                                    | Groepsfase                              | 4                                       | 0                                       | 1                                       | 3                                       | 4                                       | 11                                      |                                         |
| 1991                                    | Groepsfase                              | 4                                       | 0                                       | 0                                       | 4                                       | 1                                       | 15                                      |                                         |
| 1993                                    | Groepsfase                              | 3                                       | 0                                       | 2                                       | 1                                       | 6                                       | 11                                      |                                         |
| 1995                                    | Groepsfase                              | 3                                       | 0                                       | 0                                       | 3                                       | 4                                       | 10                                      |                                         |
| 1997                                    | Groepsfase                              | 3                                       | 0                                       | 0                                       | 3                                       | 0                                       | 5                                       |                                         |
| 1999                                    | Groepsfase                              | 3                                       | 0                                       | 0                                       | 3                                       | 1                                       | 13                                      |                                         |
| 2001                                    | Groepsfase                              | 3                                       | 0                                       | 0                                       | 3                                       | 0                                       | 7                                       |                                         |
| 2004                                    | Groepsfase                              | 3                                       | 0                                       | 1                                       | 2                                       | 2                                       | 5                                       |                                         |
| 2007                                    | Kwartfinale                             | 4                                       | 1                                       | 2                                       | 1                                       | 5                                       | 6                                       |                                         |
| 2011                                    | Vierde plaats                           | 6                                       | 2                                       | 3                                       | 1                                       | 7                                       | 8                                       |                                         |
| 2015                                    | Groepsfase                              | 3                                       | 1                                       | 0                                       | 2                                       | 2                                       | 3                                       |                                         |
| 2016                                    | Kwartfinale                             | 4                                       | 2                                       | 0                                       | 2                                       | 4                                       | 5                                       |                                         |
| 2019                                    | Kwartfinale                             | 4                                       | 1                                       | 2                                       | 1                                       | 3                                       | 3                                       |                                         |
| 2021                                    | Groepsfase                              | 4                                       | 0                                       | 2                                       | 2                                       | 2                                       | 6                                       |                                         |
| 2024                                    | Kwartfinale                             | 4                                       | 3                                       | 1                                       | 0                                       | 7                                       | 2                                       |                                         |
| Totaal                                  | 19/46                                   | 70                                      | 10                                      | 15                                      | 44                                      | 56                                      | 179                                     |                                         |

## FIFA-wereldranglijst[3]
| 1993 | 1994 | 1995 | 1996 | 1997 | 1998 | 1999 | 2000 | 2001 | 2002 | 2003 | 2004 | 2005 | 2006 | 2007 | 2008 | 2009 | 2010 | 2011 | 2012 | 2013 | 2014 | 2015 | 2016 | 2017 | 2018 |
| ---- | ---- | ---- | ---- | ---- | ---- | ---- | ---- | ---- | ---- | ---- | ---- | ---- | ---- | ---- | ---- | ---- | ---- | ---- | ---- | ---- | ---- | ---- | ---- | ---- | ---- |
| 93   | 110  | 127  | 111  | 115  | 129  | 110  | 111  | 81   | 69   | 57   | 62   | 67   | 73   | 62   | 65   | 50   | 60   | 39   | 57   | 36   | 88   | 83   | 59   | 52   | 31   |

## Bondscoaches
- Bijgewerkt tot en met de Copa América-wedstrijd tegen  Argentinië (4–1) op 18 juni 2016.

| Naam                    | Jaar | Jaar | Wedstrijden | Wedstrijden | Wedstrijden | Wedstrijden | Doelpunten | Doelpunten |
| Naam                    | Van  | Tot  | Duels       | Winst       | Gelijk      | Verlies     | Voor       | Tegen      |
| ----------------------- | ---- | ---- | ----------- | ----------- | ----------- | ----------- | ---------- | ---------- |
| Vittorio Godigna        | 1938 | 1938 | 9           | 1           | 0           | 8           | 9          | 23         |
| Rafael Franco           | 1965 | 1967 | 14          | 1           | 1           | 12          | 12         | 47         |
| Gregorio Gómez          | 1967 | 1972 | 7           | 1           | 1           | 5           | 5          | 25         |
| Rudi Gutendorf          | 1974 | 1974 |             |             |             |             |            |            |
| José Hernández          | 1975 | 1975 |             |             |             |             |            |            |
| Dan Georgiadis          | 1975 | 1977 |             |             |             |             |            |            |
| Walter Roque            | 1978 | 1978 | 1           | 0           | 0           | 1           | 0          | 1          |
| Víctor Pignanelli       | 1979 | 1979 | 4           | 0           | 2           | 2           | 1          | 12         |
| Luis Mendoza            | 1981 | 1981 | 7           | 2           | 0           | 5           | 3          | 13         |
| Walter Roque            | 1983 | 1985 |             |             |             |             |            |            |
| Hippolyte Van den Bosch | 1986 | 1989 |             |             |             |             |            |            |
| Luis Mendoza            | 1989 | 1989 |             |             |             |             |            |            |
| Carlos Moreno           | 1989 | 1989 | 10          | 1           | 1           | 8           | 9          | 32         |
| Víctor Pignanelli       | 1991 | 1991 | 4           | 0           | 0           | 4           | 1          | 15         |
| Ratomir Dujković        | 1992 | 1995 | 17          | 1           | 5           | 11          | 13         | 53         |
| Lino Alonso             | 1995 | 1995 |             |             |             |             |            |            |
| Rafael Santana          | 1995 | 1996 | 21          | 3           | 3           | 15          | 16         | 51         |
| Eduardo Borrero         | 1996 | 1997 | 15          | 0           | 3           | 12          | 5          | 32         |
| José Pastoriza          | 1999 | 2001 | 29          | 6           | 5           | 18          | 26         | 59         |
| Richard Páez            | 2001 | 2007 | 88          | 31          | 19          | 38          | 108        | 127        |
| César Farías            | 2008 | 2013 | 83          | 28          | 24          | 31          | ??         | ??         |
| Manuel Plasencia        | 2014 | 2014 | 3           | 0           | 1           | 2           | 4          | 7          |
| Noel Sanvicente         | 2014 | 2016 | 18          | 5           | 2           | 11          | 20         | 37         |
| Rafael Dudamel          | 2016 | —    | 7           | 2           | 3           | 2           | 6          | 8          |

## Selecties

### Copa América
| Doel        |                     |  |  |                        |
| 1           | Rafael Dudamel      |  |  | Independiente Santa Fe |
| 12          | Félix Golindano     |  |  | Trujillanos            |
| 22          | Gilberto Angelucci  |  |  | CA San Lorenzo         |
| Verdediging |                     |  |  |                        |
| 2           | Héctor Rivas        |  |  | CS Marítimo            |
| 3           | Elvis Martínez      |  |  | Caracas FC             |
| 4           | Marcos Mathías      |  |  | Trujillanos            |
| 6           | Sergio Hernández    |  |  | Deportivo Táchira      |
| 7           | Leonardo González   |  |  | Trujillanos            |
| 13          | Luis Filosa         |  |  | Mineros de Guayana     |
| 14          | William González    |  |  | Mineros de Guayana     |
| 15          | Alexander Hezzel    |  |  | Caracas FC             |
| 19          | Carlos José García  |  |  | Minervén FC            |
| Middenveld  |                     |  |  |                        |
| 6           | Edson Tortolero     |  |  | Minervén FC            |
| 8           | Gerson Díaz         |  |  | Caracas FC             |
| 10          | Gabriel Miranda     |  |  | CF Atlante             |
| 17          | Edson Rodriguez     |  |  | CS Marítimo            |
| 18          | Jesús Valbuena      |  |  | Trujillanos            |
| 20          | Wilson Chacón       |  |  | Deportivo Táchira      |
| 21          | Stalin Rivas        |  |  | Caracas FC             |
| Aanval      |                     |  |  |                        |
| 9           | José Luis Dolgetta  |  |  | Caracas FC             |
| 11          | Juan Enrique García |  |  | Minervén FC            |
| 16          | Diony Guerra        |  |  | Minervén FC            |

| Doel        |                     |  |  |                        |
| 1           | Rafael Dudamel      |  |  | Independiente Santa Fe |
| 12          | César Baena         |  |  | Caracas FC             |
| 22          | César Espinoza      |  |  | Estudiantes de Merida  |
| Verdediging |                     |  |  |                        |
| 2           | David McIntosh      |  |  | Minervén               |
| 3           | Alexander Echenique |  |  | Unión Atlético Táchira |
| 4           | José Manuel Rey     |  |  | Caracas FC             |
| 5           | José Vallenilla     |  |  | Trujillanos            |
| 6           | Leonardo González   |  |  | Caracas FC             |
| 14          | William González    |  |  | Mineros de Guayana     |
| 17          | Elvis Martínez      |  |  | Caracas FC             |
| 21          | John Medina         |  |  | Atlético Zulia         |
| Middenveld  |                     |  |  |                        |
| 8           | Gerson Díaz         |  |  | Caracas FC             |
| 10          | Gabriel Miranda     |  |  | Caracas FC             |
| 11          | Gabriel Urdaneta    |  |  | Atlético Zulia         |
| 13          | Jesús Rodríguez     |  |  | Estudiantes de Mérida  |
| 15          | Jesús Valiente      |  |  | Trujillanos            |
| 18          | Andrew Páez         |  |  | Mineros de Guayana     |
| 19          | Luis Ramos          |  |  | Atlético Zulia         |
| 20          | Robert Rodallegas   |  |  | Minervén               |
| Aanval      |                     |  |  |                        |
| 7           | Juan Carlos Socorro |  |  | UD Las Palmas          |
| 9           | Rafael Castellín    |  |  | Caracas FC             |
| 16          | Oswaldo Palencia    |  |  | Estudiantes de Mérida  |

| Doel        |                   |  |  |                       |
| 1           | Rafael Dudamel    |  |  | Millonarios           |
| 12          | Manuel Sanhouse   |  |  | Caracas FC            |
| 22          | Renny Vega        |  |  | Nacional Táchira      |
| Verdediging |                   |  |  |                       |
| 2           | Luis Vallenilla   |  |  | Deportivo Italia      |
| 3           | José Manuel Rey   |  |  | Caracas FC            |
| 4           | Wilfredo Alvarado |  |  | Deportivo Italia      |
| 6           | Elvis Martínez    |  |  | Deportivo Táchira     |
| 13          | Leonel Vielma     |  |  | Estudiantes de Mérida |
| 17          | Jorge Rojas       |  |  | Caracas FC            |
| 19          | Rafael Mea Vitali |  |  | Caracas FC            |
| Middenveld  |                   |  |  |                       |
| 5           | Miguel Mea Vitali |  |  | UE Lleida             |
| 8           | Luis Vera         |  |  | Caracas FC            |
| 10          | Gabriel Urdaneta  |  |  | FC Luzern             |
| 11          | Ricardo Páez      |  |  | Nacional Táchira      |
| 14          | Leopoldo Jiménez  |  |  | Deportivo Italia      |
| 15          | Giovanny Pérez    |  |  | Deportivo Italia      |
| 18          | Juan Arango       |  |  | CF Monterrey          |
| 20          | Héctor González   |  |  | Caracas FC            |
| Aanval      |                   |  |  |                       |
| 7           | Daniel Noriega    |  |  | Unión de Santa Fe     |
| 9           | Alexander Rondón  |  |  | Caracas FC            |
| 16          | Cristian Cásseres |  |  | Deportivo Italia      |

| Doel        |                     |  |  |                          |
| 1           | Renny Vega          |  |  | Bursaspor                |
| 12          | Javier Toyo         |  |  | Caracas FC               |
| Verdediging |                     |  |  |                          |
| 2           | Luis Vallenilla     |  |  | Unión Atlético Maracaibo |
| 3           | José Manuel Rey     |  |  | AEK Larnaca              |
| 4           | Oswaldo Vizcarrondo |  |  | Rosario Central          |
| 6           | Alejandro Cichero   |  |  | Litex Lovech             |
| 13          | Leonel Vielma       |  |  | Caracas FC               |
| 16          | Edder Pérez         |  |  | CS Marítimo              |
| 17          | Jorge Rojas         |  |  | América de Cali          |
| 21          | Andrés Rouga        |  |  | Alki Larnaca             |
| Middenveld  |                     |  |  |                          |
| 5           | Miguel Mea Vitali   |  |  | Unión Atlético Maracaibo |
| 8           | Luis Vera           |  |  | Caracas FC               |
| 10          | César González      |  |  | CA Colón                 |
| 11          | Ricardo Páez        |  |  | Mineros de Guayana       |
| 14          | Alejandro Guerra    |  |  | Caracas FC               |
| 18          | Juan Arango         |  |  | RCD Mallorca             |
| 20          | Héctor González     |  |  | AEK Larnaca              |
| 22          | Pedro Fernández     |  |  | Unión Atlético Maracaibo |
| Aanval      |                     |  |  |                          |
| 7           | José Torrealba      |  |  | Mamelodi Sundowns        |
| 9           | Giancarlo Maldonado |  |  | CF Atlante               |
| 15          | Fernando de Ornelas |  |  | Odd Grenland             |
| 19          | Daniel Arismendi    |  |  | Unión Atlético Maracaibo |

| Doel        |                       |    |    |                        |
| 1           | José Contreras        | 2  | 0  | Deportivo Táchira      |
| 12          | Dani Hernández        | 20 | 0  | CD Tenerife            |
| 23          | Wuilker Faríñez       | 0  | 0  | Caracas FC             |
| Verdediging |                       |    |    |                        |
| 2           | Wilker Ángel          | 4  | 2  | Deportivo Táchira      |
| 3           | Mikel Villanueva      | 2  | 1  | Atlético Malagueño     |
| 4           | Oswaldo Vizcarrondo   | 71 | 8  | FC Nantes              |
| 6           | José Manuel Velázquez | 15 | 1  | FC Arouca              |
| 16          | Roberto Rosales       | 63 | 0  | Málaga CF              |
| 20          | Rolf Feltscher        | 5  | 0  | MSV Duisburg           |
| 21          | Alexander González    | 30 | 1  | SD Huesca              |
| Middenveld  |                       |    |    |                        |
| 5           | Arquímedes Figuera    | 8  | 1  | Deportivo La Guaira    |
| 8           | Tomás Rincón          | 69 | 0  | Genoa CFC              |
| 10          | Rómulo Otero          | 11 | 4  | CD Huachipato          |
| 11          | Juanpi                | 3  | 0  | Málaga CF              |
| 13          | Luis Manuel Seijas    | 62 | 2  | Independiente Santa Fe |
| 14          | Carlos Suárez         | 0  | 0  | Carabobo FC            |
| 15          | Alejandro Guerra      | 52 | 4  | Atlético Nacional      |
| 18          | Adalberto Peñaranda   | 2  | 0  | Granada CF             |
| 22          | Yangel Herrera        | 0  | 0  | Atlético Venezuela     |
| Aanval      |                       |    |    |                        |
| 7           | Yonathan Del Valle    | 10 | 0  | Kasımpaşa SK           |
| 9           | José Salomón Rondón   | 49 | 16 | West Bromwich Albion   |
| 17          | Josef Martínez        | 24 | 4  | Torino                 |
| 19          | Christian Santos      | 4  | 1  | NEC Nijmegen           |

### Huidig
De volgende spelers werden opgeroepen voor de WK-kwalificatiewedstrijden tegen  Peru en  Chili op 24 en 29 maart 2016.
Interlands en doelpunten bijgewerkt tot en met de WK-kwalificatiewedstrijd tegen  Chili (1–4) op 29 maart 2016.
| №           | Naam                  | Wed. | Dlpnt. | Club                     |
| ----------- | --------------------- | ---- | ------ | ------------------------ |
| Doel        |                       |      |        |                          |
|             | Alain Baroja          | 13   | 0      | AEK Athene               |
|             | José Contreras        | 2    | 0      | Deportivo Táchira        |
|             | Wuilker Faríñez       | 0    | 0      | Caracas FC               |
| Verdediging |                       |      |        |                          |
|             | Oswaldo Vizcarrondo   | 71   | 8      | FC Nantes                |
|             | Roberto Rosales       | 63   | 0      | Málaga                   |
|             | José Manuel Velázquez | 15   | 1      | FC Arouca                |
|             | Wilker Ángel          | 4    | 2      | Deportivo Táchira        |
|             | Mikel Villanueva      | 3    | 1      | Atlético Malagueño       |
|             | Rubert Quijada        | 2    | 0      | Caracas                  |
|             | Ángel Faría           | 2    | 0      | Zamora                   |
|             | Daniel Benitez        | 1    | 0      | La Guaira                |
|             | Víctor García         | 1    | 0      | FC Porto                 |
| Middenveld  |                       |      |        |                          |
|             | Tomás Rincón          | 69   | 0      | Genoa CFC                |
|             | Luis Manuel Seijas    | 62   | 2      | Santa Fe                 |
|             | Rómulo Otero          | 11   | 4      | CD Huachipato            |
|             | Arquímedes Figuera    | 8    | 1      | Deportivo La Guaira      |
|             | Jhon Murillo          | 3    | 1      | CD Tondela               |
|             | Juan Pablo Añor       | 3    | 0      | Málaga                   |
|             | Arles Flores          | 1    | 0      | Zamora                   |
|             | Jefferson Soteldo     | 1    | 0      | Zamora                   |
|             | Carlos Cermeño        | 1    | 0      | Táchira                  |
| Aanval      |                       |      |        |                          |
|             | Salomón Rondón        | 47   | 14     | West Bromwich Albion     |
|             | Josef Martínez        | 24   | 4      | Atalanta United          |
|             | Richard Blanco        | 14   | 2      | Mineros de Guayana       |
|             | Mario Rondón          | 13   | 3      | Shijiazhuang Ever Bright |
|             | Adalberto Peñaranda   | 2    | 0      | Granada                  |

## Statistieken
- Bijgewerkt tot en met de vriendschappelijke wedstrijd tegen  Panama (1–1) op 8 september 2015.

| Tegenstander         | Eerst | Laatst | Wed. | W | G  | V  | %      | DV | DT | DS  |
| -------------------- | ----- | ------ | ---- | - | -- | -- | ------ | -- | -- | --- |
| Panama               | 1938  | 2015   | 14   | 7 | 3  | 5  | 53.85% | 31 | 21 | +10 |
| Mexico               | 1938  | 2011   | 11   | 1 | 2  | 8  | 9.09%  | 10 | 25 | −15 |
| El Salvador          | 1938  | 2008   | 3    | 2 | 0  | 1  | 66.67% | 4  | 3  | 0   |
| Costa Rica           | 1938  | 2011   | 10   | 2 | 3  | 5  | 20%    | 17 | 23 | −6  |
| Colombia             | 1938  | 2010   | 31   | 5 | 11 | 15 | 16.67% | 22 | 47 | −25 |
| Bolivia              | 1938  | 2010   | 30   | 9 | 8  | 13 | 27.59% | 41 | 63 | −22 |
| Peru                 | 1938  | 2009   | 26   | 6 | 3  | 17 | 23.08% | 29 | 47 | −18 |
| Ecuador              | 1938  | 2010   | 22   | 9 | 1  | 12 | 42.11% | 26 | 45 | −19 |
| Aruba                | 1944  | 2010   | 2    | 2 | 0  | 0  | 100%   | 1  | 3  | +2  |
| Haïti                | 1944  | 2008   | 6    | 3 | 2  | 1  | 50%    | 8  | 7  | +1  |
| Guatemala            | 1946  | 2011   | 6    | 4 | 0  | 2  | 66.67% | 9  | 8  | +1  |
| Puerto Rico          | 1946  | 1962   | 3    | 3 | 0  | 0  | 100%   | 17 | 0  | +17 |
| Nederlandse Antillen | 1944  | 2008   | 9    | 3 | 2  | 4  | 33.33% | 15 | 17 | −2  |
| Cuba                 | 1962  | 2007   | 2    | 2 | 0  | 0  | 100%   | 5  | 1  | +4  |
| Jamaica              | 1962  | 2011   | 5    | 3 | 1  | 1  | 60%    | 7  | 2  | +5  |
| Uruguay              | 1965  | 2009   | 26   | 4 | 6  | 16 | 15.38% | 20 | 55 | −35 |
| Chili                | 1967  | 2010   | 21   | 1 | 5  | 15 | 5%     | 11 | 50 | −39 |
| Argentinië           | 1967  | 2011   | 17   | 0 | 0  | 17 | 0%     | 9  | 70 | −61 |
| Paraguay             | 1967  | 2009   | 19   | 2 | 2  | 15 | 10.53% | 15 | 40 | −25 |
| Brazilië             | 1969  | 2009   | 20   | 1 | 1  | 18 | 5.26%  | 6  | 82 | −76 |
| Joegoslavië          | 1972  | 1972   | 1    | 0 | 0  | 1  | 0%     | 0  | 10 | −10 |
| Sovjet-Unie          | 1981  | 1981   | 1    | 0 | 1  | 0  | 0%     | 1  | 1  | 0   |
| Spanje               | 1981  | 2011   | 3    | 0 | 0  | 3  | 0%     | 2  | 8  | −6  |
| Frankrijk            | 1993  | 1993   | 1    | 0 | 0  | 1  | 0%     | 0  | 2  | −2  |
| Verenigde Staten     | 1993  | 2006   | 3    | 0 | 1  | 2  | 0%     | 3  | 7  | −4  |
| Trinidad en Tobago   | 1996  | 2003   | 4    | 1 | 3  | 0  | 25%    | 5  | 2  | +3  |
| Honduras             | 1996  | 2008   | 6    | 3 | 2  | 1  | 50%    | 7  | 5  | +2  |
| Denemarken           | 1999  | 1999   | 1    | 0 | 1  | 0  | 0%     | 1  | 1  | 0   |
| Kameroen             | 2002  | 2002   | 1    | 0 | 1  | 0  | 0%     | 1  | 1  | 0   |
| Iran                 | 2002  | 2002   | 1    | 0 | 0  | 1  | 0%     | 0  | 1  | −1  |
| Marokko              | 2002  | 2002   | 1    | 0 | 0  | 1  | 0%     | 0  | 2  | −2  |
| Nigeria              | 2003  | 2003   | 1    | 0 | 0  | 1  | 0%     | 0  | 1  | −1  |
| Australië            | 2004  | 2004   | 1    | 0 | 1  | 0  | 0%     | 1  | 1  | 0   |
| Estland              | 2005  | 2005   | 1    | 1 | 0  | 0  | 100%   | 3  | 0  | +3  |
| Zwitserland          | 2006  | 2006   | 1    | 0 | 0  | 1  | 0%     | 0  | 1  | −1  |
| Oostenrijk           | 2006  | 2006   | 1    | 1 | 0  | 0  | 100%   | 1  | 0  | +1  |
| Zweden               | 2007  | 2007   | 1    | 1 | 0  | 0  | 100%   | 2  | 0  | +2  |
| Nieuw-Zeeland        | 2007  | 2007   | 1    | 1 | 0  | 0  | 100%   | 5  | 0  | +5  |
| Canada               | 2007  | 2010   | 1    | 0 | 2  | 0  | 0%     | 3  | 3  | 0   |
| Syrië                | 2008  | 2008   | 1    | 1 | 0  | 0  | 100%   | 4  | 1  | +3  |
| Angola               | 2008  | 2008   | 1    | 0 | 1  | 0  | 0%     | 0  | 0  | 0   |
| Noord-Korea          | 2010  | 2010   | 2    | 1 | 1  | 0  | 50%    | 3  | 2  | +1  |
| Japan                | 2010  | 2010   | 1    | 0 | 1  | 0  | 0%     | 0  | 0  | 0   |

FVF · A-internationals · Selecties · Bondscoaches · Statistieken · Venezolaans vrouwenelftal · Olympisch elftal · Venezuela U21 · Venezuela U20 · Venezuela U19 · Venezuela U18 · Venezuela U17
1938 – 1949 ·
1950 – 1959 ·
1960 – 1969 ·
1970 – 1979 ·
1980 – 1989 ·
1990 – 1999 ·
2000 – 2009 ·
2010 – 2019 ·
2020 – 2029
1938 · 
1939–1945 · 
1946 · 
1947 · 
1948 · 
1949 · 1950 · 
1951 · 
1952 · 1953 · 1954 · 
1955 · 
1956 · 
1957–1964 · 
1965 · 
1966 · 
1967 · 
1968 · 
1969 · 
1970 · 
1971 · 
1972 · 
1973 · 
1974 · 
1975 · 
1976 · 
1977 · 
1978 · 
1979 · 
1980 · 
1981 · 
1982 · 
1983 · 
1984 · 
1985 · 
1986 · 
1987 · 
1988 · 
1989 · 
1990 · 
1991 · 
1992 · 
1993 · 
1994 · 
1995 · 
1996 · 
1997 · 
1998 · 
1999 · 
2000 · 
2001 · 
2002 · 
2003 · 
2004 · 
2005 · 
2006 · 
2007 · 
2008 · 
2009 · 
2010 · 
2011 · 
2012 · 
2013 · 
2014 · 
2015 · 
2016 · 
2017 ·
2018 ·
2019 ·
2020 ·
2021 ·
2022 ·
2023 ·
2024
Angola ·
Argentinië ·
Aruba ·
Australië ·
Bahama's ·
Bermuda ·
Bolivia ·
Brazilië ·
Canada ·
Chili ·
China ·
Colombia ·
Costa Rica ·
Cuba ·
Dominicaanse Republiek ·
Ecuador ·
El Salvador ·
Estland ·
Guatemala ·
Guinee ·
Haïti ·
Honduras ·
IJsland ·
Iran ·
Italië ·
Jamaica ·
Japan ·
Joegoslavië ·
Malta ·
Mexico ·
Moldavië ·
Nederlandse Antillen ·
Nicaragua ·
Nieuw-Zeeland ·
Nigeria ·
Noord-Korea ·
Oezbekistan ·
Oostenrijk ·
Panama ·
Paraguay ·
Peru ·
Puerto Rico ·
Saoedi-Arabië · 
Spanje ·
Syrië ·
Trinidad en Tobago ·
Uruguay ·
Verenigde Arabische Emiraten ·
Verenigde Staten ·
Zuid-Korea ·
Zweden ·
Zwitserland